# Фонтана Гранде (Фрозиноне)
Фонтана Гранде је насеље у Италији у округу Фрозиноне, региону Лацио.
Према процени из 2011. у насељу је живело 22 становника. Насеље се налази на надморској висини од 171 м.